# Erik Spiekermann
Erik Spiekermann (Stadthagen, Baja Sajonia, 30 de mayo de 1947) es un diseñador gráfico, arquitecto de la información, tipógrafo, educador, y comunicador. Inició su formación como tipógrafo en el sótano de su casa para más tarde ingresar a la Universidad de Berlín a estudiar Historia del Arte. Posterior a esto, en el año 1973 se mudó a Londres, Inglaterra, impulsado por considerarla “La capital gráfica del mundo”. Trabajó de manera independiente para Wolff Ollins y Pentagram, además de impartir clases en el London College of Printing.
Su vinculación con la tipografía se consolidó tras su paso por el London College y su conexión con Ed Cleary, cofundador de Filmcomposition y futuro cofundador de FontShop junto a Spiekermann , para la distribución de tipos digitales. Durante su estancia en Inglaterra, colaboró en el rediseño de LoType, Block Italic y Berliner Groteske. Finalmente, para el año 1979 decide dejar el país y fundar en Berlín su propio estudio tipográfico MetaDesign.
Diseñó Meta, un tipo presentado al servicio de correos Deutsche Bundespost. El desinterés mostrado por el organismo oficial permitió a Spiekermann utilizar libremente la tipografía que había creado, relanzándola unos años más tarde. La retomó en 1989 y la digitalizó para poder usarla en las comunicaciones internas de su propio estudio. Algún tiempo después, decidió incluirla en el catálogo de FontShop. Meta pasó a llamarse FF Meta y desde entonces ha sido una de los tipos más solicitados por los diseñadores, sobre todo de los Estados Unidos.
A su faceta de escritor publicó «novela tipográfica» titulada Rhyme & Reason A Typographic Novel, publicada primero en alemán en 1982 y en inglés en 1989. En 1993 sacó a la venta Stop Stealing Sheep y Find Out How Type Works. En 1992, Spiekerman fundó con Bill Hill MetaDesign West en San Francisco y en 1995 ha creado una nueva «sucursal» en Londres. Ambos estudios forman junto al de Berlín un trío que, a pesar de las distancias, guarda una perfecta coherencia bajo la dirección, la metodología y el toque personal de Spiekermann.
Erik es Profesor Honorario de la Universidad de las Artes en Bremen. En 2003 recibió el Premio Gerrit Noordzij de la Real Academia de La Haya, en 2006 le fue concedido un doctorado honorario de Pasadena Art Center; desde 2007 es Diseñador Honorario Real para la Industria de la RSA en Gran Bretaña y Embajador del Año Europeo de la Creatividad y la Innovación de la Unión Europea para el año 2009].
Spiekermann fue la elección unánime del jurado de 2011 para recibir el noveno Premio Tipografía SOTA por su trabajo dentro del diseño de tipos, trayectoria en la enseñanza, influencia. Actualmente es socio gerente y director creativo de Edenspiekermann.